# Escuts i banderes del Baix Maestrat
Els escuts i banderes del Baix Maestrat són els símbols representatius dels municipis i entitats de població que integren la comarca valenciana del Baix Maestrat. En este article s'inclouen els símbols locals de la comarca aprovats, modificats o rehabilitats per la Generalitat Valenciana o per l'Estat abans de la transferència de competències, així com els que són usats pels respectius ajuntaments tot i no ser oficials.

## Escuts oficials

Escut d'Alcalà de Xivert Rehabilitat el 22 de juny de 2020.
Escut de l'EATIM el Bellestar (la Pobla de Benifassà) Aprovat el 26 de juny de 2020.
Escut de Benicarló Rehabilitat l'11 de març de 1971.
Escut de Càlig Rehabilitat el 19 de maig de 2015.
Escut de Castell de Cabres Rehabilitat el 13 de novembre de 2002.
Escut de la Jana Aprovat el 16 de juliol de 2004.
Escut de Peníscola Rehabilitat el 5 de desembre de 2007.
Escut de la Pobla de Benifassà Aprovat el 8 de març de 2001.
Escut de Rossell Aprovat l'11 d'octubre de 1967.
Escut de la Salzadella Aprovat el 10 de setembre de 2007.
Escut de Sant Mateu Aprovat el 2 de desembre de 2005.
Escut de Santa Magdalena de Polpís Aprovat el 28 de febrer de 1985.
Escut de Traiguera Aprovat el 8 de març de 2001.
Escut de Vinaròs Aprovat el 9 de maig de 2001.
Escut de Xert Rehabilitat el 31 de juliol de 2002.

## Escuts sense oficialitzar

Escut de Canet lo Roig
Escut de Cervera del Maestrat
Escut de Sant Jordi
Escut de Sant Rafel del Riu

## Banderes oficials

Bandera de Vinaròs Aprovada el 19 de desembre de 2017.

## Banderes sense oficialitzar

Bandera de Càlig
Bandera de Peníscola
Bandera de la Salzadella
Bandera de Sant Mateu